# Campionato mondiale femminile di pallacanestro 1986
La X edizione del Campionato mondiale di pallacanestro femminile si disputò in Unione Sovietica dall'8 al 17 agosto del 1986.

## Sedi delle partite
| Città   | Impianto |
| ------- | -------- |
| Mosca   |          |
| Minsk   |          |
| Vilnius |          |

## Squadre partecipanti
| Gruppo A - Corea del Sud - Brasile - Canada - Cuba - Bulgaria - Unione Sovietica | Gruppo B - Stati Uniti - Cecoslovacchia - Ungheria - Australia - Taiwan - Cina |

## Risultati

### Turno preliminare

#### Girone A
| Squadra          | G | V | P | PF  | PS  | DP  | P.ti |
| ---------------- | - | - | - | --- | --- | --- | ---- |
| Unione Sovietica | 5 | 5 | 0 | 450 | 360 | +90 | 10   |
| Canada           | 5 | 4 | 1 | 343 | 326 | +17 | 9    |
| Cuba             | 5 | 3 | 2 | 397 | 358 | +41 | 8    |
| Bulgaria         | 5 | 2 | 3 | 361 | 373 | -12 | 7    |
| Corea del Sud    | 5 | 1 | 4 | 279 | 371 | −92 | 6    |
| Brasile          | 5 | 0 | 5 | 389 | 431 | −42 | 5    |

#### Girone B
| Squadra        | G | V | P | PF  | PS  | DP   | P.ti |
| -------------- | - | - | - | --- | --- | ---- | ---- |
| Stati Uniti    | 5 | 5 | 0 | 447 | 300 | +147 | 10   |
| Cecoslovacchia | 5 | 4 | 1 | 358 | 334 | +24  | 9    |
| Cina           | 5 | 2 | 3 | 408 | 344 | +62  | 8    |
| Ungheria       | 5 | 2 | 3 | 343 | 380 | -37  | 7    |
| Australia      | 5 | 2 | 3 | 297 | 342 | −45  | 6    |
| Taiwan         | 5 | 0 | 5 | 269 | 422 | −153 | 5    |

### Fase finale

#### Primo-Quarto posto
|  | Semifinali       | Semifinali       | Semifinali  |             |                  | Finale 1º posto  | Finale 1º posto | Finale 1º posto |  |
|  |                  |                  |             |             |                  |                  |                 |                 |  |
|  | Stati Uniti      | Stati Uniti      | 82          |             |                  |                  |                 |                 |  |
|  | Stati Uniti      | Stati Uniti      | 82          |             |                  |                  |                 |                 |  |
|  | Canada           | Canada           | 59          |             |                  |                  |                 |                 |  |
|  | Canada           | Canada           | 59          |             | Unione Sovietica | Unione Sovietica | 88              |                 |  |
|  |                  |                  |             |             | Unione Sovietica | Unione Sovietica | 88              |                 |  |
|  |                  |                  | Stati Uniti | Stati Uniti | 108              |                  |                 |                 |  |
|  | Cecoslovacchia   | Cecoslovacchia   | Stati Uniti | Stati Uniti | 108              | 67               |                 |                 |  |
|  | Cecoslovacchia   | Cecoslovacchia   |             |             |                  | 67               |                 |                 |  |
|  | Unione Sovietica | Unione Sovietica | 78          |             |                  | Finale 3º posto  | Finale 3º posto | Finale 3º posto |  |
|  | Unione Sovietica | Unione Sovietica | 78          |             |                  |                  |                 |                 |  |
|  |                  |                  |             |             |                  |                  |                 |                 |  |
|  |                  |                  |             |             |                  | Cecoslovacchia   | Cecoslovacchia  | 59              |  |
|  |                  |                  |             |             |                  | Cecoslovacchia   | Cecoslovacchia  | 59              |  |
|  |                  |                  |             |             |                  | Canada           | Canada          | 64              |  |

#### Quinto-Ottavo posto
|  | Semifinali 5º-8º posto | Semifinali 5º-8º posto | Semifinali 5º-8º posto |      |      | Finale 5º posto | Finale 5º posto | Finale 5º posto |  |
|  |                        |                        |                        |      |      |                 |                 |                 |  |
|  | Cina                   | Cina                   | 88                     |      |      |                 |                 |                 |  |
|  | Cina                   | Cina                   | 88                     |      |      |                 |                 |                 |  |
|  | Bulgaria               | Bulgaria               | 73                     |      |      |                 |                 |                 |  |
|  | Bulgaria               | Bulgaria               | 73                     |      | Cuba | Cuba            | 86              |                 |  |
|  |                        |                        |                        |      | Cuba | Cuba            | 86              |                 |  |
|  |                        |                        | Cina                   | Cina | 102  |                 |                 |                 |  |
|  | Ungheria               | Ungheria               | Cina                   | Cina | 102  | 72              |                 |                 |  |
|  | Ungheria               | Ungheria               |                        |      |      | 72              |                 |                 |  |
|  | Cuba                   | Cuba                   | 74                     |      |      | Finale 7º posto | Finale 7º posto | Finale 7º posto |  |
|  | Cuba                   | Cuba                   | 74                     |      |      |                 |                 |                 |  |
|  |                        |                        |                        |      |      |                 |                 |                 |  |
|  |                        |                        |                        |      |      | Ungheria        | Ungheria        | 75              |  |
|  |                        |                        |                        |      |      | Ungheria        | Ungheria        | 75              |  |
|  |                        |                        |                        |      |      | Bulgaria        | Bulgaria        | 79              |  |

#### Nono-Dodicesimo posto
|  | Semifinali 9º-12º posto | Semifinali 9º-12º posto | Semifinali 9º-12º posto |           |               | Finale 9º posto  | Finale 9º posto  | Finale 9º posto  |  |
|  |                         |                         |                         |           |               |                  |                  |                  |  |
|  | Brasile                 | Brasile                 | 57                      |           |               |                  |                  |                  |  |
|  | Brasile                 | Brasile                 | 57                      |           |               |                  |                  |                  |  |
|  | Australia               | Australia               | 72                      |           |               |                  |                  |                  |  |
|  | Australia               | Australia               | 72                      |           | Corea del Sud | Corea del Sud    | 50               |                  |  |
|  |                         |                         |                         |           | Corea del Sud | Corea del Sud    | 50               |                  |  |
|  |                         |                         | Australia               | Australia | 60            |                  |                  |                  |  |
|  | Taiwan                  | Taiwan                  | Australia               | Australia | 60            | 54               |                  |                  |  |
|  | Taiwan                  | Taiwan                  |                         |           |               | 54               |                  |                  |  |
|  | Corea del Sud           | Corea del Sud           | 85                      |           |               | Finale 11º posto | Finale 11º posto | Finale 11º posto |  |
|  | Corea del Sud           | Corea del Sud           | 85                      |           |               |                  |                  |                  |  |
|  |                         |                         |                         |           |               |                  |                  |                  |  |
|  |                         |                         |                         |           |               | Taiwan           | Taiwan           | 57               |  |
|  |                         |                         |                         |           |               | Taiwan           | Taiwan           | 57               |  |
|  |                         |                         |                         |           |               | Brasile          | Brasile          | 92               |  |

## Classifica finale
| Campione del Mondo | Campione del Mondo | Campione del Mondo |
| --- | ------------------ | --- |
| Stati Uniti4 Edwards, 5 Ethridge, 6 Brown, 7 Donovan, 8 Weatherspoon, 9 Miller, 10 Harris, 11 Davis, 12 McClain, 13 Gillom, 14 Cooper, 15 McConnell, All. Kay Yow |                    | |
| Argento | Unione Sovietica   | Unione Sovietica4 Guba, 5 Gerlic, 6 Barel', 7 Tornikidu, 8 Sumnikova, 9 Jakovleva, 10 Minch, 11 Rogožyna, 12 Kaputskaja, 13 Kudrevatova, 14 Kurikša, 15 Kuznecova, All. Leonid Jačmenëv      |
| Bronzo | Canada             | Canada4 Polson, 5 Thomas, 6 Pendergast, 7 Huband, 8 Hamilton, 9 Fowler, 10 Smith, 11 Clarke, 12 Lange, 13 Espeseth, 14 Blackwell, 15 Cochran, All. Wayne Hussey                              |
| 4. | Cecoslovacchia     | Cecoslovacchia4 Kysilková, 5 Kotočová, 6 Kalužáková, 7 Rajniaková, 8 Kejvalová, 9 Lednická, 10 Kotíková, 11 Zarevúcká, 12 Dobrovičová, 13 Prettlová, 14 Valová, 15 Látalová, All. Jan Karger |
| 5. | Cina               | Cina4 Han, 5 Liu L., 6 Qu, 7 Ling, 8 Qiu, 9 Wang J., 10 Wang Y., 11 Zheng, 12 Cong, 13 Xue, 14 Liu Q., 15 Zhang, All. Davei Chan                                                             |
| 6. | Cuba               | Cuba4 Borrell, 5 Cañizares, 6 Moret, 7 Bécquer, 8 Perdomo, 9 Arias, 10 León, 11 Coss, 12 Henry, 13 Díaz, 14 Hernández, 15 McCarthy, All. Manuel Pérez                                        |
| 7. | Bulgaria           | Bulgaria4 Golčeva, 5 Spasova, 6 Makaveeva, 7 Vasileva, 8 Cekova, 9 Dragomirova, 10 Kosturkova, 11 Nikolova, 12 Slavčeva, 13 Staneva, 14 Germanova, 15 Banova, All. Nejčo Nejčev              |
| 8. | Ungheria           | Ungheria4 Balogh, 5 Németh, 6 Szöllősi, 7 Dézsi, 8 Boksay, 9 Borka, 10 Deák, 11 Novák, 12 Nagy, 13 Schwarcz, 14 Farkas, 15 Körmendi, All. László Killik                                      |
| 9. | Australia          | Australia4 Maher, 5 Marshall, 6 Cheesman, 7 Timms, 8 Quinn, 9 Mickan, 10 Nykiel, 11 Foster, 12 White, 13 Dalton, 14 Rowe, 15 Geh, All. Robbie Cadee                                          |
| 10. | Corea del Sud      | Corea del Sud4 Lee G., 5 Seo, 6 Choe, 7 Lee H., 8 Kim E., 9 U, 10 Mun, 11 Kim H., 12 Lee M., 13 Jo, 14 Seong, 15 Kim Y., All. Sin Dong-pa                                                    |
| 11. | Brasile            | Brasile4 Hortência, 5 Nádia, 6 Ani, 7 Vânia Hernandes, 8 Paula, 9 Neusa, 10 Mirlei, 11 Marta Sobral, 12 Vânia Teixeira, 13 Suzete, 14 Ruth, 15 Zézé, All. Maria Helena Cardoso               |
| 12. | Taiwan             | Taiwan4 Chu, 5 Lin, 6 Jean, 7 Tan, 8 Hsu H., 9 Hsu T., 10 Chen I., 11 Huang S., 12 Huang Y., 13 Chen L., 14 Chin, 15 Yeh, All. Suyan Ci-cuan                                                 |